# Tenet
Tenet er en amerikansk film fra 2020 instrueret af Christopher Nolan, der havde arbejdet på manuskriptet i 6-7 år. Budgettet på 205 millioner dollar, og gør det til en af Nolans dyreste film. Filmen udgives af Warner Bros.
Det meste blev indspillet i Estland, og noget i I Norge og Danmark. Der var stort hemmelighold omkring indspilningen, og de ansatte måtte ikke medbringe mobiltelefon på settet, for at undgå afsløring af, hvor de befandt sig.
I Oslo blev der indspillet scener på Tjuvholmen ved Aker Brygge og på operaens tag. Helt usædvanligt havde en amerikansk storfilm verdenspremiere udenfor USA: 26. august 2020 i Sverige, Danmark og England - og lille Rjukan i Norge.
Premieren blev udsat på grund af coronapandemien. Oprindelig premieredato i USA, 17. juli, blev pga pandemien udsat til 31. juli, da man igen valgte at udsætte, nu til 12. august, som i sin tur blev udsat. Først 3. september planlagde Tenet åbning i udvalgte amerikanske storbyer.
Robert Pattinson udtalte, at filmen forekom så forvirrende og indviklet, at han ikke forstod den under indspilningen. En forklaring på filmens slutning er lagt ud på nettet.

## Medvirkende
- Robert Pattinson
- Elizabeth Debicki
- Kenneth Branagh
- Aaron Taylor-Johnson
- Michael Caine
- Clémence Poésy
- John David Washington
- Himesh Patel
- Martin Donovan
- Andrew Howard
- Carina Velva – turist i Oslo
- Yuri Kolokolnikov
- Dimple Kapadia
- Katie McCabe
- Anthony Molinari
- Jonathan Camp